# Mableton
Mableton é uma Região censo-designada localizada no estado americano de Geórgia, no Condado de Cobb.

## Demografia
Segundo o censo americano de 2000, a sua população era de 29.733 habitantes.

## Geografia
De acordo com o United States Census Bureau tem uma área de 53,7 km², dos quais 53,3 km² cobertos por terra e 0,4 km² cobertos por água. Mableton localiza-se a aproximadamente 306 m acima do nível do mar.

## Localidades na vizinhança
O diagrama seguinte representa as localidades num raio de 12 km ao redor de Mableton.